# Larsenianthus assamensis
Larsenianthus assamensis là một loài thực vật có hoa trong họ Gừng. Loài này được Santanu Dey, John Donald Mood và Suptotthita Choudhury mô tả khoa học đầu tiên năm 2010.
Mẫu định danh: S. Dey 1012; thu thập tháng 8 năm 2007, trong rừng bán thường xanh nhiệt đới Cachar, ở cao độ 26 m, tọa độ 24°58′50,7″B 92°46′30,8″Đ / 24,96667°B 92,76667°Đ, suối nhỏ hẹp ở Lakhicherra, Khu bảo tồn động vật hoang dã Barail, Bhaluknala, huyện Cachar, phía nam bang Assam, Ấn Độ. Mẫu holotype lưu giữ tại CAL, isotype tại ASSAM.

## Từ nguyên
Được đặt tên theo bang Assam, Ấn Độ, nơi loài này là đặc hữu.

## Hình ảnh

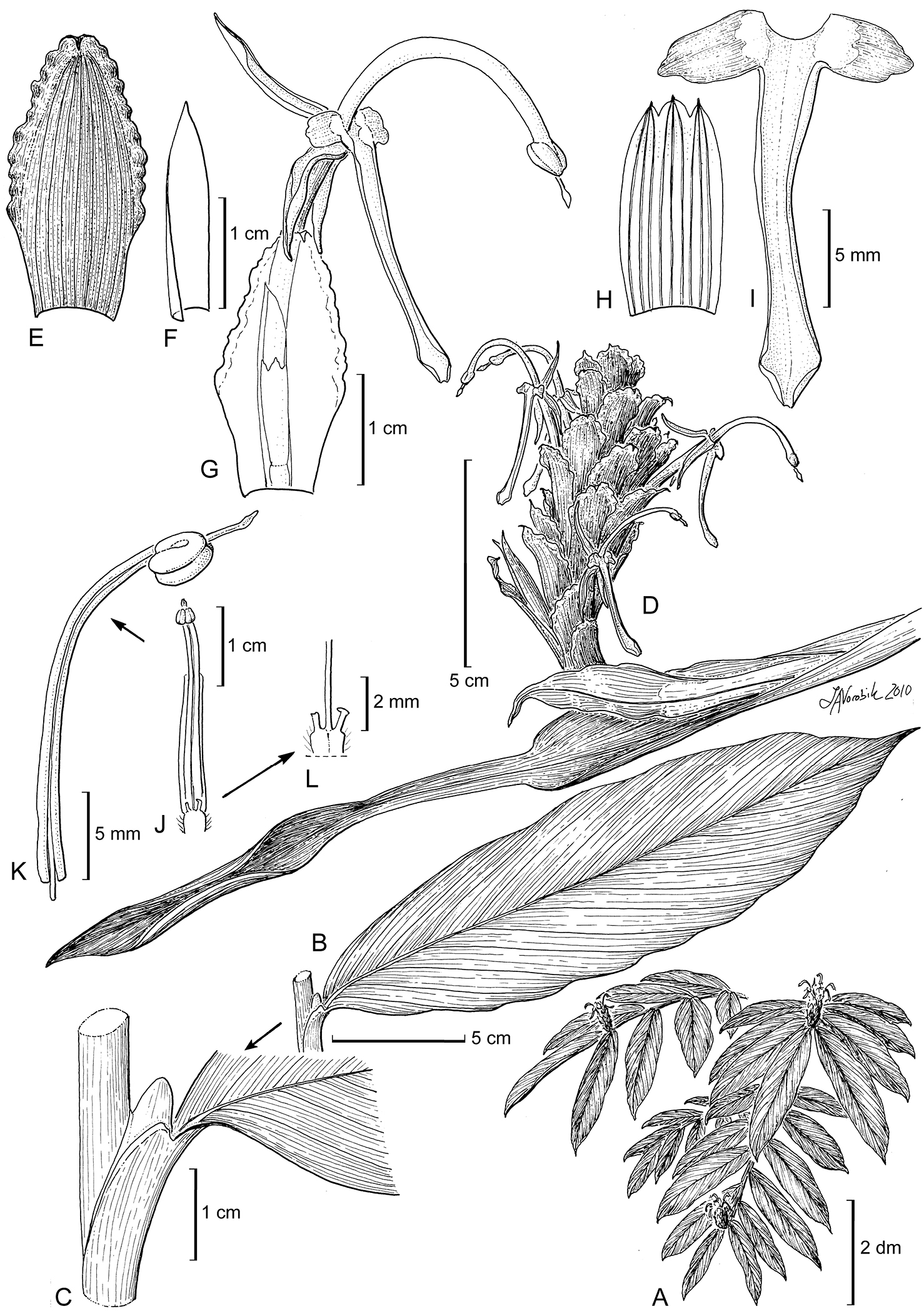

## Phân bố
Chỉ được biết đến từ hai địa điểm trong Khu bảo tồn động vật hoang dã Barail ở Assam. L. careyanus cũng thường được tìm thấy trong cùng khu vực này. Loài này sinh sống ở tầng dưới tán của rừng bán thường xanh nhiệt đới trong điều kiện rất ẩm ướt, dọc theo các con suối (lượng mưa 350–400 cm/năm) ở cao độ 25–150 m. Các loài thực vật có liên quan là Musa, Curculigo, Begonia, Albizzia, Ampelocissus, Dysoxylum, Laportea, Uncaria và dương xỉ.

## Mô tả
Cây thảo thường xanh, kích thước trung bình, cao đến 144 cm, thân rễ nhiều rễ, thuôn dài từng đoạn rõ rệt, hình củ, ruột màu trắng; không củ. Chồi lá 7–17 mỗi cây, mọc thẳng hoặc hơi bò sát đất, gốc hình củ. Lá 7-12 mỗi chồi, tổng chiều dài đến 35 cm; bẹ lá gốc 3–5, màu hồng nhạt, khô thành màu nâu, lá sớm rụng; cuống lá dài 0–7 mm; lưỡi bẹ 7 × 5 mm, 2 thùy, đỉnh thuôn tròn; phiến lá 24–34 × 5,4–8,5 cm, hình elip, màu xanh lục sẫm và nhẵn nhụi ở mặt trên, đáy đều hai bên, đỉnh nhọn thon, gân giữa và các gân lõm xuống, mặt xa trục màu xanh lục xỉn và xám trắng. Cụm hoa đầu cành trên chồi lá, mọc thẳng cao tới 14 cm; phần đỉnh của cuống cụm hoa 3–5 × 0,3–0,5 cm, màu xanh lục-nâu nhạt, nhẵn nhụi; lá bắc tổng bao 4,2 × 1 cm, màu xanh lục, có sọc đỏ, đỉnh có tua cuốn; 1 cây con ngẫu nhiên mọc trong mỗi lá bắc vô sinh ở gốc các cụm hoa già; cành hoa bông thóc hình trứng đến elipxoit, 5,5–8,5 × 3,8–4 cm; mỗi cụm hoa khoảng 35 lá bắc, 2,1–2,8 × 1–1,3 cm, hình trứng-thuôn dài, lõm, ôm lỏng lẻo, có gân đỏ, mép gấp nếp và có răng, đỉnh có mấu nhọn, cuốn ngoài với các lông dài, các lá bắc đỉnh nhỏ hơn, vô sinh; một xim hoa bọ cạp xoắn ốc mỗi lá bắc; lá bắc con hình mũi mác, dạng thuyền, 27 × 19 mm, nửa trong suốt, màu trắng, đỉnh thon nhỏ, màu đỏ. Hoa dễ thấy, 1–4 mỗi lá bắc (thường chỉ 1 hoa sinh sản); đài hoa hình ống, 8–14 × 5 mm, 3 thùy, màu trắng, đỉnh màu hồng; ống hoa 19–27 × 2–2,5 mm, màu đỏ-hồng, nhẵn nhụi, các thùy tràng thẳng-hình mác, thùy lưng 13 × 2 mm và uốn ngược 90°, thùy bụng 11 × 2 mm, lệch xuống và song song với ống hoa, màu đỏ cam với đỉnh sẫm hơn; nhị lép bên hình trứng, 6 × 3 mm, màu cam nhạt với các đốm trong mờ, đỉnh không đều, uốn ngược; cánh môi 22–25 × 2–3 mm, thuôn dài, mặt cắt ngang hình chữ V, mép đáy dày lên, màu cam nhạt, đỉnh hơi 3 thùy, các thùy ngoài dài 1 mm, thuôn tròn, cong lên về phía đỉnh, màu trắng ánh tía; nhị sinh sản với chỉ nhị dài 18 mm, hình vòm, màu tía ánh lục ở đáy, phần xa màu trắng-cam nhạt, thuôn dài, bao phấn 3 × 0,5 mm, mô vỏ bao phấn màu tía bóng; phấn hoa màu trắng; tuyến trên bầu 2, không bằng nhau, lớn nhất 3 × 0,5 mm và thẳng, nhỏ nhất 2 × 0,5 mm và hình trụ, màu tía sẫm; đầu nhụy dài 0,5 mm, trải dài ra ngoài bao phấn 5 mm, màu ánh tía; bầu nhụy 3 ngăn, 2 × 1 mm, hình trứng ngược-thuôn dài, 3 thùy không đều, có lông tơ, màu ánh tía. Quả nang, 8-9 × 4–4,5 mm, thuôn dài đến hình elip, màu trắng, nứt thành 3 phần cuộn xoắn riêng biệt, hạt 1–4, ~3 × 2 mm, hình trứng ngược, hạt màu tím nhạt đến sẫm, được bao bọc trong màng áo hạt dạng kén.